# Adele Cambria
Adele Cambrìa (Reggio Calabria, 12 luglio 1931 – Roma, 5 novembre 2015) è stata una giornalista, scrittrice e attrice italiana, fu una delle più note femministe italiane.

## Biografia
Figura centrale nella cultura italiana pre e post-Sessantotto con Camilla Cederna ed Oriana Fallaci, vicina alla sinistra progressista e al Partito radicale di Marco Pannella, è stata fin dagli albori una sostenitrice del movimento femminista. Ha collaborato con giornali e riviste ed ha pubblicato diversi libri. Dopo aver conseguito la maturità classica al Liceo classico Tommaso Campanella di Reggio Calabria, si è laureata in giurisprudenza all'Università degli Studi di Messina, avvicinandosi al giornalismo nel 1956 dopo essersi trasferita a Roma, dove ha risieduto fino alla morte.
Nel 1957 sposa il giornalista Bernardo Valli, da cui avrà i figli Emilio e Luciano; i due si separeranno dopo qualche anno.
Autrice di opere di narrativa ed altre destinate al teatro, è stata, insieme a Dacia Maraini, fra le fondatrici del Teatro La Maddalena di Roma. Amica di Pier Paolo Pasolini è stata anche attrice in alcuni suoi film.
Come altri intellettuali progressisti presta la sua firma quale direttrice responsabile al quotidiano Lotta Continua (pur non avendone la direzione politica) per garantire la libertà di espressione e permettere al giornale di uscire, e di conseguenza nel 1972 è finita sotto processo (poi assolta) per un articolo sull'assassinio di Calabresi, a seguito del quale la Cambria si era dimessa, non condividendolo. Negli anni successivi ha aderito al Partito Socialista Italiano.

### Giornalismo
Come giornalista ha esordito nel 1956 scrivendo sul quotidiano Il Giorno, quando era stato appena fondato da Gaetano Baldacci, ed ha collaborato a Il Mondo di Mario Pannunzio. Con Il Giorno è poi tornata a scrivere nuovamente fra il 1985 ed il 1997. Ulteriori collaborazioni giornalistiche:
- Effe (direzione della rivista negli anni settanta)
- Noi donne (cofondatrice, dal 1969 al 1999)
- Paese Sera
- La Stampa (con «Specchio della Stampa»)
- Il Messaggero
- L'Espresso (con Arrigo Benedetti)
- L'Europeo
- Il Diario della settimana
- Il Domani della Calabria (dal 2000 al 2002)
- L'Unità (dal 2003)

### Televisione
Ha collaborato dal 1963 con la Rai, realizzando fra il 2000 e il 2003 per RaiSat trentanove trasmissioni sull'immagine televisiva della donna (E la Tv non creò la donna); è stata poi autrice di Trittico meridionale, tre trasmissioni sul meridione d'Italia dedicate rispettivamente a Ernesto de Martino (La terra del rimorso), Maria Occhipinti (La rivolta dei non-si-parte), Reggio Calabria (Dalla rivolta al professore). Per RaiSat Album ha poi firmato nel 2003 il numero zero di una serie televisiva dedicata alla storia del gossip. A partire dall'inizio 2011 alla giornalista viene affidata una rubrica all'interno della trasmissione di LA7, Le invasioni barbariche.

## Opere letterarie
- Maria Josè (Longanesi, biografia e diari inediti dell'ultima regina d'Italia, 1966)
- Dopo Didone (Cooperativa Prove 10, romanzo, 1974)
- Amore come rivoluzione - La risposta alle lettere dal carcere di Antonio Gramsci (Sugarco, contenente le lettere delle tre sorelle Schucht, la minore delle quali, Giulia, fu moglie di Gramsci; 1976)
- In principio era Marx (Sugarco, 1978)
- Il Lenin delle donne (Mastrogiacomo, 1981)
- L'Italia segreta delle donne (Newton Compton Editori, 1984)
- Nudo di donna con rovine (Pellicanolibri), romanzo, 1984)
- L'amore è cieco (Stampa Alternativa, racconti, 1995)
- Tu volevi un figlio carabiniere (Stampa Alternativa, scritto con il figlio Luciano Valli, 1997)
- Isabella. La triste storia di Isabella di Morra (Osanna Venosa, 1997)
- Storia d'amore e schiavitù (Marsilio, 2000, finalista al premio intitolato a Elsa Morante e al premio Città di Scalea; in concorso al Premio Strega, classificato al sesto posto[9])
- Nove dimissioni e mezzo (Donzelli editore, 2010)
- Istanbul. Il doppio viaggio, Donzelli Editore, 2012 ISBN 978-88-6036-713-6
- In viaggio con la Zia, Città del Sole edizioni, dicembre 2012 ISBN 978-88-7351-614-9.

## Teatro
- Nonostante Gramsci, rappresentato in prima nazionale al Teatro La Maddalena di Roma, il 25 maggio 1975.
- In principio era Marx - La moglie e la fedele governante, prima italiana al Teatro Bellini di Napoli (1980) – premio Fondi La Pastora 1979
- La regina dei cartoni (1985-2001) – rappresentato all'Istituto Italiano di Cultura di Los Angeles dal Collettivo teatrale "Isabella Morra"

## Regie teatrali
- Di madre in madre di Muzi Epifani e Francesca Pansa, Teatro La Maddalena di Roma (1978)

## Filmografia
- Accattone, regia di Pier Paolo Pasolini (1961)
- Ro.Go.Pa.G., regia di Pier Paolo Pasolini, episodio La ricotta (1963)
- Comizi d'amore, regia di Pier Paolo Pasolini – docufilm (1965)
- Teorema, regia di Pier Paolo Pasolini (1968)
- Teresa la ladra, regia di Carlo Di Palma (1973)

## Riconoscimenti
- Premio giornalistico "Corrado Alvaro" alla carriera (2008)[10];
- Premio Letterario città di Palmi, 2011;
- Ottobre in Poesia, riceve la "chiave poetica" della città (2012).